# Samra Rahimli
Samra Rahimli (født 1994) er en aserbajdsjansk sangerinde. Hun repræsenterede Aserbajdsjan ved Eurovision Song Contest 2016.